# San Pietro in Montorio (titolo cardinalizio)
San Pietro in Montorio (in latino: Titulus Sancti Petri in Monte Aureo) è un titolo cardinalizio istituito da papa Sisto V il 13 aprile 1587 con la costituzione apostolica Religiosa. Il titolo insiste sulla chiesa di San Pietro in Montorio.
Dal 1º marzo 2008 il titolare è il cardinale James Francis Stafford, penitenziere maggiore emerito.

## Titolari
Si omettono i periodi di titolo vacante non superiori ai 2 anni o non storicamente accertati.
- Costanzo Torri (o da Sarnano, o Buttafoco), O.F.M.Conv. (20 aprile 1587 - 20 dicembre 1595 deceduto)
- Guido Pepoli (8 gennaio 1596 - giugno 1599 deceduto)
- Domenico Toschi (17 marzo 1599 - 25 luglio 1604 nominato cardinale presbitero di Sant'Onofrio)
- Anselmo Marzato, O.F.M.Cap. (24 giugno 1604 - 17 agosto 1607 deceduto)
- Maffeo Barberini (12 novembre 1607 - 5 maggio 1610 nominato cardinale presbitero di Sant'Onofrio, poi eletto papa Urbano VIII)
- Domenico Toschi (5 maggio 1610 - 26 marzo 1620 deceduto)
- Cesare Gherardi (3 marzo 1621 - 30 settembre 1623 deceduto)
- Giovanni Doria (2 ottobre 1623 - 19 novembre 1642 deceduto)
- Gil Carrillo de Albornoz (2 agosto 1643 - 19 dicembre 1649 deceduto)
- Camillo Astalli-Pamphili (17 ottobre 1650 - 21 dicembre 1663 deceduto)
- Celio Piccolomini (11 febbraio 1664 - 24 maggio 1681 deceduto)
- Marco Galli (17 novembre 1681 - 24 luglio 1683 deceduto)
  - Titolo vacante (1683 - 1686)
- Leandro Colloredo, C.O. (30 settembre 1686 - 7 novembre 1689 nominato cardinale presbitero dei Santi Nereo e Achilleo)
- Johannes von Goes (o Goës) (14 novembre 1689 - 19 ottobre 1696 deceduto)
- Domenico Maria Corsi (3 dicembre 1696 - 6 novembre 1697 deceduto)
- Baldassarre Cenci (2 dicembre 1697 - 26 maggio 1709 deceduto)
- Antonio Francesco Sanvitale (9 settembre 1709 - 17 dicembre 1714 deceduto)
- Bernardino Scotti (5 febbraio 1716 - 16 novembre 1726 deceduto)
- Marco Antonio Ansidei (10 maggio 1728 - 6 luglio 1729 nominato cardinale presbitero di Sant'Agostino)
- Francesco Scipione Maria Borghese (3 agosto 1729 - 31 marzo 1732 nominato cardinale presbitero di San Silvestro in Capite)
- Vincenzo Bichi (31 marzo 1732 - 16 dicembre 1737 nominato cardinale presbitero di San Lorenzo in Panisperna)
  - Titolo vacante (1737 - 1740)
- Joseph Dominick von Lamberg (16 settembre 1740 - 30 agosto 1761 deceduto)
  - Titolo vacante (1761 - 1782)
- Leopold Ernest von Firmian (19 aprile 1782 - 13 marzo 1783 deceduto)
  - Titolo vacante (1783 - 1819)
- Rodolfo Giovanni d'Asburgo-Lorena (4 giugno 1819 - 24 luglio 1831 deceduto)
  - Titolo vacante (1831 - 1839)
- Antonio Tosti (21 febbraio 1839 - 20 marzo 1866 deceduto)
- Paul Cullen (25 giugno 1866 - 24 ottobre 1878 deceduto)
- Francisco de Paula Benavides y Navarrete (28 febbraio 1879 - 30 marzo 1895 deceduto)
- Beato Ciriaco María Sancha y Hervás (2 dicembre 1895 - 25 febbraio 1909 deceduto)
  - Titolo vacante (1909 - 1912)
- Enrique Almaraz y Santos (2 dicembre 1912 - 22 gennaio 1922 deceduto)
- Enrique Reig y Casanova (25 maggio 1923- 20 agosto 1927 deceduto)
- Felix-Raymond-Marie Rouleau, O.P. (22 dicembre 1927 - 31 maggio 1931 deceduto)
  - Titolo vacante (1931 - 1935)
- Isidro Gomá y Tomás (19 dicembre 1935 - 22 agosto 1940 deceduto)
  - Titolo vacante (1940 - 1946)
- Enrique Pla y Deniel (18 febbraio 1946 - 5 luglio 1968 deceduto)
- Arturo Tabera Araoz, C.M.F. (30 aprile 1969 - 13 giugno 1975 deceduto)
- Aloísio Leo Arlindo Lorscheider, O.F.M. (24 maggio 1976 - 23 dicembre 2007 deceduto)
- James Francis Stafford, dal 1º marzo 2008